# Esquirol llistat del massís de Chaillu
L'esquirol llistat del massís de Chaillu (Funisciurus duchaillui) és una espècie de rosegador de la família dels esciúrids. És endèmic del centre del Gabon, on la seva distribució s'estén al sud del riu Ogooué i fins al massís de Chaillu. El seu hàbitat natural són els boscos tropicals humits, particularment on hi ha moltes cesalpiniàcies i burseràcies. Es desconeix si hi ha cap amenaça significativa per a la supervivència d'aquesta espècie.